# Petites apôtres de la Rédemption
Les petites apôtres de la Rédemption (en italien, Piccole apostole della Redenzione) sont les membres d'une congrégation religieuse féminine enseignante de droit pontifical. 

## Historique
En 1943, le Père Arturo D'Onofrio (1914-2006) commence à Visciano une œuvre pour le soin des enfants abandonnés ; en 1945, il ouvre également un centre à Torre Annunziata, confiant la direction aux époux Angelo Maresca et Anna Vitiello. Après la mort d'Angelo, D'Onofrio propose à la veuve de continuer son ministère en faveur des orphelins et de fonder une nouvelle congrégation. Anna prend, avec quelques compagnes, l'habit religieux en 1949.
La congrégation s'étend lentement à diverses régions d'Italie et, en 1971, des succursales sont ouvertes en Colombie. L'institut reçoit l'approbation pontificale le 5 juillet 1978.

## Activités et diffusion
Les religieuses se consacrent à l'assistance et à l'éducation des orphelins, des handicapés et des pauvres. 
Elles sont présentes en :
- Europe : Italie.
- Amérique : Colombie, Guatemala, Salvador, Mexique, Honduras, Pérou.
- Afrique : Madagascar.
- Asie : Inde, Timor oriental.

La maison-mère est à Visciano.
En 2017, la congrégation comptait 302 religieuses dans 35 maisons.